# Marie-Hélène Dumas
Marie-Hélène Dumas est une romancière et traductrice française, née en 1948 à Nice.